# Bradypterus graueri
Bradypterus graueri е вид птица от семейство Locustellidae. Видът е застрашен от изчезване.

## Разпространение
Видът е разпространен в Бурунди, Демократична република Конго, Руанда и Уганда.